# Esteban Tomašević
Esteban Tomašević de Bosnia fue el último rey de Bosnia. En 1461, pidió ayuda al papa Pío II ante una inminente invasión otomana. En noviembre de 1461, un legado papal se presentó con una corona real ofrecida por el Papa. Más tarde, en 1463, pidió ayuda a los venecianos. Sin embargo ninguno alcanzó alguna vez Bosnia. En 1463, el sultán Mehmed II lideró un ejército hacia el país. La ciudad real de Bobovac pronto cayó, dejando a Esteban Tomaševic la retirada a Jajce y después a Ključ. El Reino bosnio pronto fue conquistado por el Imperio otomano. El rey fue capturado en Ključ, y a pesar de la promesa de lo contrario, traído de vuelta a Jajce y decapitado cerca del campo conocido como Carevo Polje.